# Иванцов, Леонид Михайлович (Герой Социалистического Труда)
Леонид Михайлович Иванцов (18 февраля 1929, Феодосия, Крымская АССР — 28 марта 2008, Феодосия, АР Крым) — передовик советского сельского хозяйства, бригадир совхоза «Феодосийский», город Феодосия Крымской области, Герой Социалистического Труда (1966).

## Биография
Родился в 1929 году в Феодосии, в Крыму, в крестьянской русской семье.
В начале Великой Отечественной войны проживал на оккупированной территории. После освобождения Крыма в 1944 году вступил в местный колхоз, восстанавливал хозяйство. После службы в Красной Армии некоторое время отработал на заводе, а затем вновь вернулся трудиться в сельское хозяйство.
В 1960 году образовался новый совхоз "Феодосийский",со специализацией на виноградарстве. Под эту культуру было определено тысяча гектар земельных угодий. Иванцов стал трудиться бригадиром отделения №4. Его бригада обслуживала 92 гектара  виноградников. Бригада добидась урожайности до 140-165 центнеров с гектара. Производили замену опор на бетонные столбики, начали выполнять упаковку ягоды.    
Указом Президиума Верховного Совета СССР от 30 апреля 1966 года за достижение высоких показателей в производстве продукции сельского хозяйства и высокие урожаи винограда Леониду Михайловичу Иванцову было присвоено звание Героя Социалистического Труда с вручением ордена Ленина и медали «Серп и Молот». 
Продолжал трудиться бригадиром, неоднократно принимал участие в Выставке достижений народного хозяйства. 
Проживал в селе Южном Феодосийского городского округа. Умер 28 марта 2008 года.

## Награды
За трудовые успехи был удостоен:
- золотая звезда «Серп и Молот» (30.04.1966)
- орден Ленина (30.04.1966)
- Орден Знак Почёта (08.12.1973)
- другие медали.